# Sulcommata ruficollis
Sulcommata ruficollis là một loài bọ cánh cứng trong họ Cerambycidae.